# Graça (Pedrógão Grande)
Graça é uma povoação portuguesa sede da Freguesia da Graça do Município de Pedrógão Grande, freguesia com 31,20 km² de área e 598 habitantes (censo de 2021), tendo, por isso, uma densidade populacional de 19,2 hab./km².

## Demografia
A população registada nos censos foi:
| Distribuição da População por Grupos Etários | Distribuição da População por Grupos Etários | Distribuição da População por Grupos Etários | Distribuição da População por Grupos Etários | Distribuição da População por Grupos Etários |
| -------------------------------------------- | -------------------------------------------- | -------------------------------------------- | -------------------------------------------- | -------------------------------------------- |
| Ano                                          | 0-14 Anos                                    | 15-24 Anos                                   | 25-64 Anos                                   | > 65 Anos                                    |
| 2001                                         | 80                                           | 78                                           | 425                                          | 325                                          |
| 2011                                         | 77                                           | 57                                           | 325                                          | 327                                          |
| 2021                                         | 35                                           | 39                                           | 273                                          | 251                                          |

## Património
- Igreja Matriz da Graça
- Capela da Senhora das Brotas
- Capela da Senhora do Pilar
- Capela da Senhora da Estrela
- Capela da Senhora da Encarnação
- Confraria do Santíssimo Sacramento

## História
Existe desde o Estado Novo. Monumentos só há a Igreja Matriz. Graça é uma freguesia do Município de Pedrogão Grande, contêm 599 habitantes (dados de 2021), uma zona industrializada, duas padarias e dois lagares de azeite. A freguesia faz limite do lado sul da Barragem da Bouça, que está construída no Rio Zêzere.

## Festa
A festa é em honra da Nossa Senhora da Conceição e é celebrada no dia 15 de Agosto. Há muitos emigrantes, que voltam às suas terras de origem para virem e celebrarem a festa.

## Igreja Matriz
Foi construída em 1824 e a padroeira é Nossa Senhora da Conceição.